# 諸橋村
諸橋村（もろはしむら）は、石川県鳳至郡に存在した村である。

## 地理

### 隣接していた市町村
- 町
  - 穴水町・鵜川町

## 歴史

### 沿革
- 1889年（明治22年）4月1日 町村制の施行により、鳳至郡竹太村、古君村、明千寺村、宇加川村、前波村及び沖波村を廃し、その区域をもって鳳至郡諸橋村を設置する。
- 1952年（昭和27年）字古君の区域の一部、字明千寺の区域の一部及び字宇加川の区域の一部の区域を字花園に設定する。
- 1955年（昭和30年）3月10日 鳳至郡諸橋村を廃し、その区域を鳳至郡穴水町に編入する。諸橋村の7大字は穴水町に継承。